# Cyphia longilobata
Cyphia longilobata är en klockväxtart som beskrevs av Edwin Percy Phillips. Cyphia longilobata ingår i släktet Cyphia, och familjen klockväxter. Inga underarter finns listade i Catalogue of Life.